# Tombe du cavalier de Hankenbostel
La tombe du cavalier de Hankenbostel est une sépulture du IIe siècle découverte en janvier 1900 à 1 km au sud-est de Faßberg, sur une colline dominant la vallée du Sothrieth. Elle fut mise au jour alors qu'on extrayait du sable de cet endroit. Le site n'a pas alors fait l'objet de précautions particulières. Les recherches menées par la suite par le Musée Provincial (l'actuel Musée régional de Basse-Saxe) ont pu montrer qu'il s'agissait d'une fosse à urne. On a retrouvé à côté de l'urne six pierres de la taille d'un poing, et une septième plus grosse qui, entassées, devaient servir à marquer l'emplacement de la tombe.
Les vestiges matériels retrouvés dans l'urne donnent à penser que le défunt était un notable, sans doute un chef lombard. 
Cette tombe a donné son nom (Ritterheide, « lande du cavalier ») à l'une des landes les plus remarquables du parc naturel de Südheide.

## Vestiges
Plusieurs pièces ont été retrouvées lors des fouilles : elles sont aujourd'hui conservées au musée régional de Basse-Saxe. Il s'agit, semble-t-il, d'un armement psychopompe : une épée en fer, le reste d'une pique, deux fer de lance et un poignard. En outre, l'umbo d'un bouclier, une cisaille en fer, le fond d'une casserole, quelques menus artefacts et une pierre à aiguiser, ainsi que les ferrures d'une corne à boire et une louche. À côté de l'urne, quelques bijoux ont été retrouvés : une fibule arquée, la boucle d'une cape, la boucle en argent d'un ceinturon et deux éperons, qui désignent ainsi le défunt comme le « cavalier de la tombe. »

Vestiges
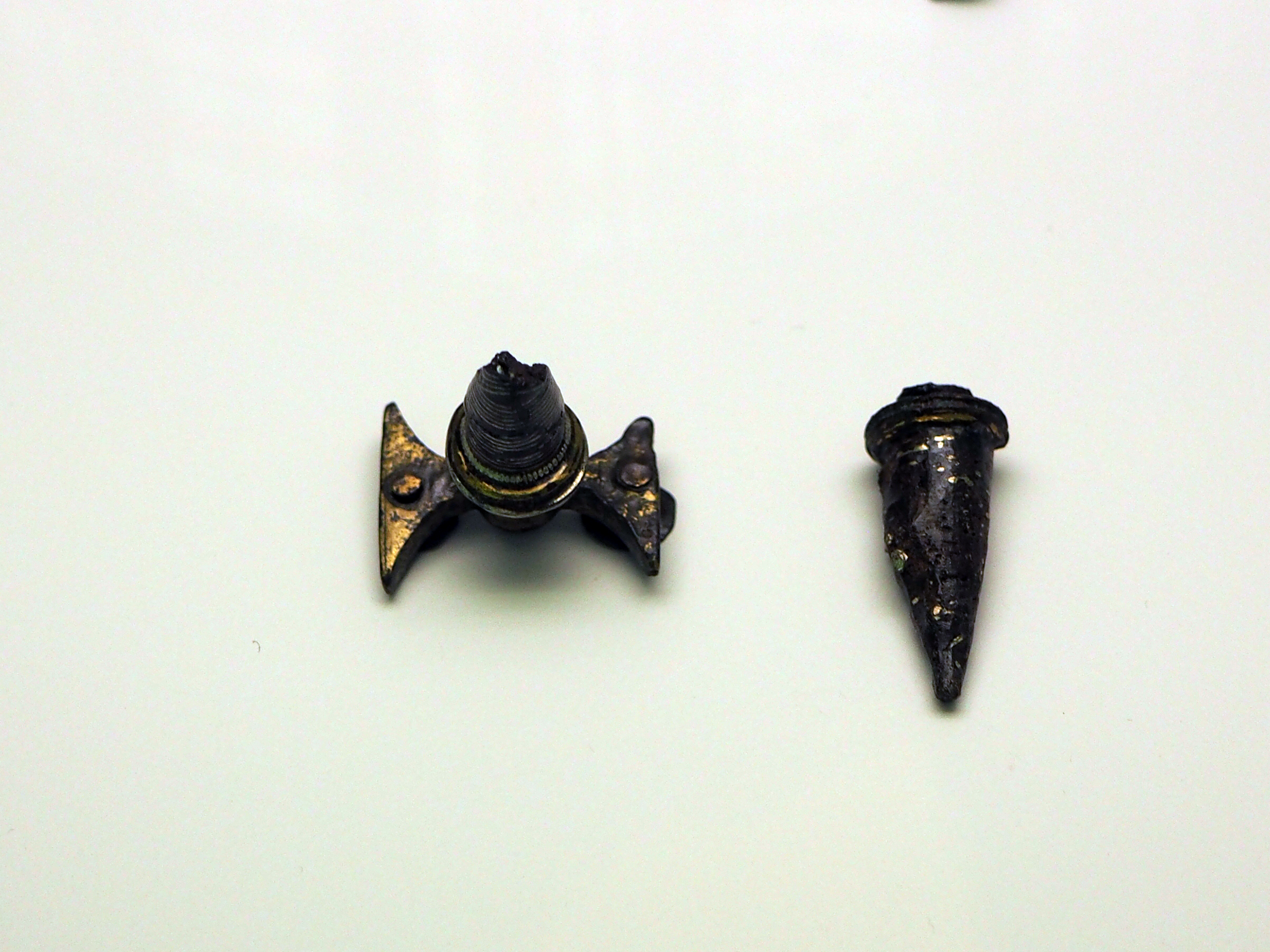
Éperons en fer
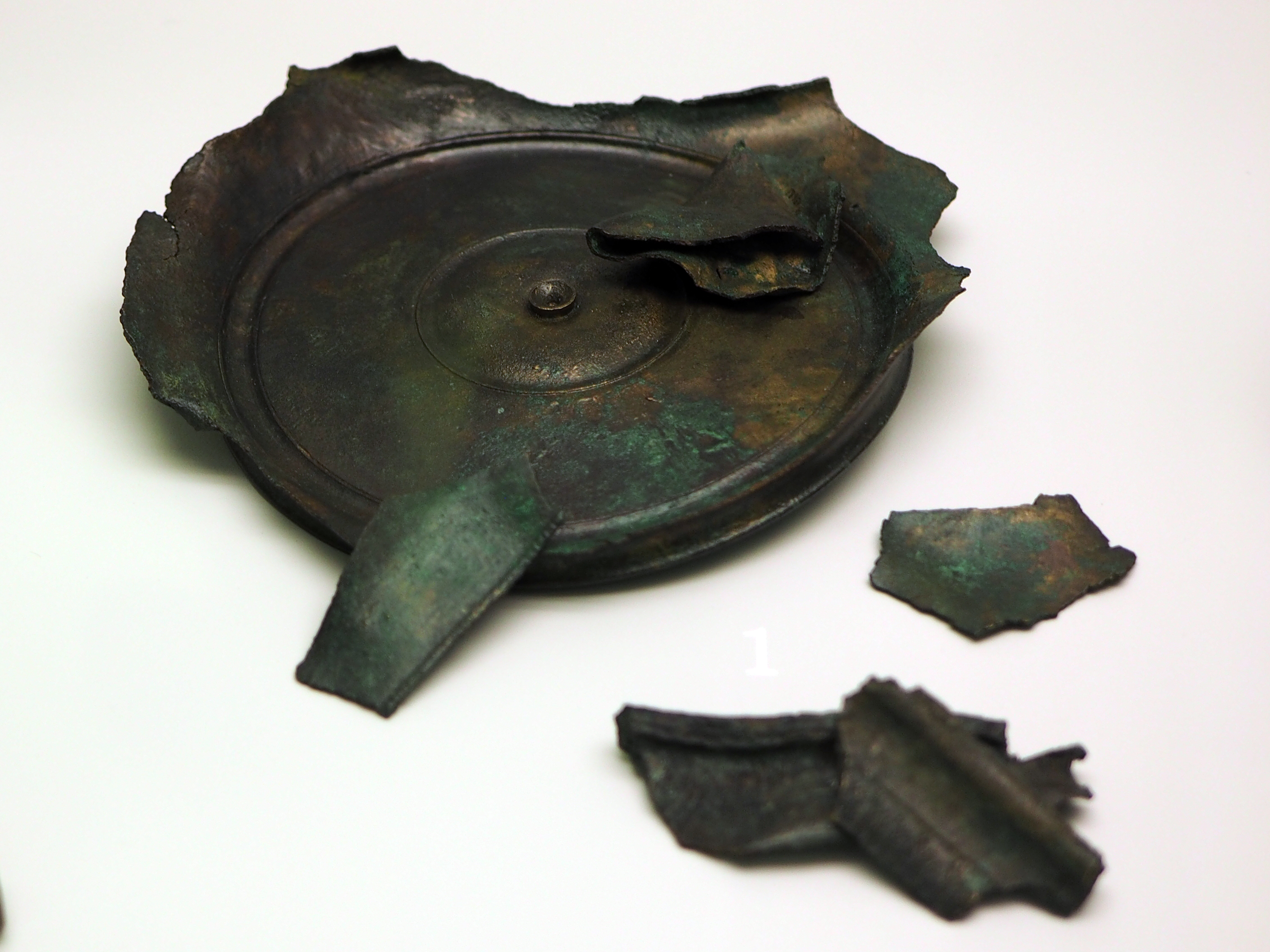
Casserole en bronze de facture romaine
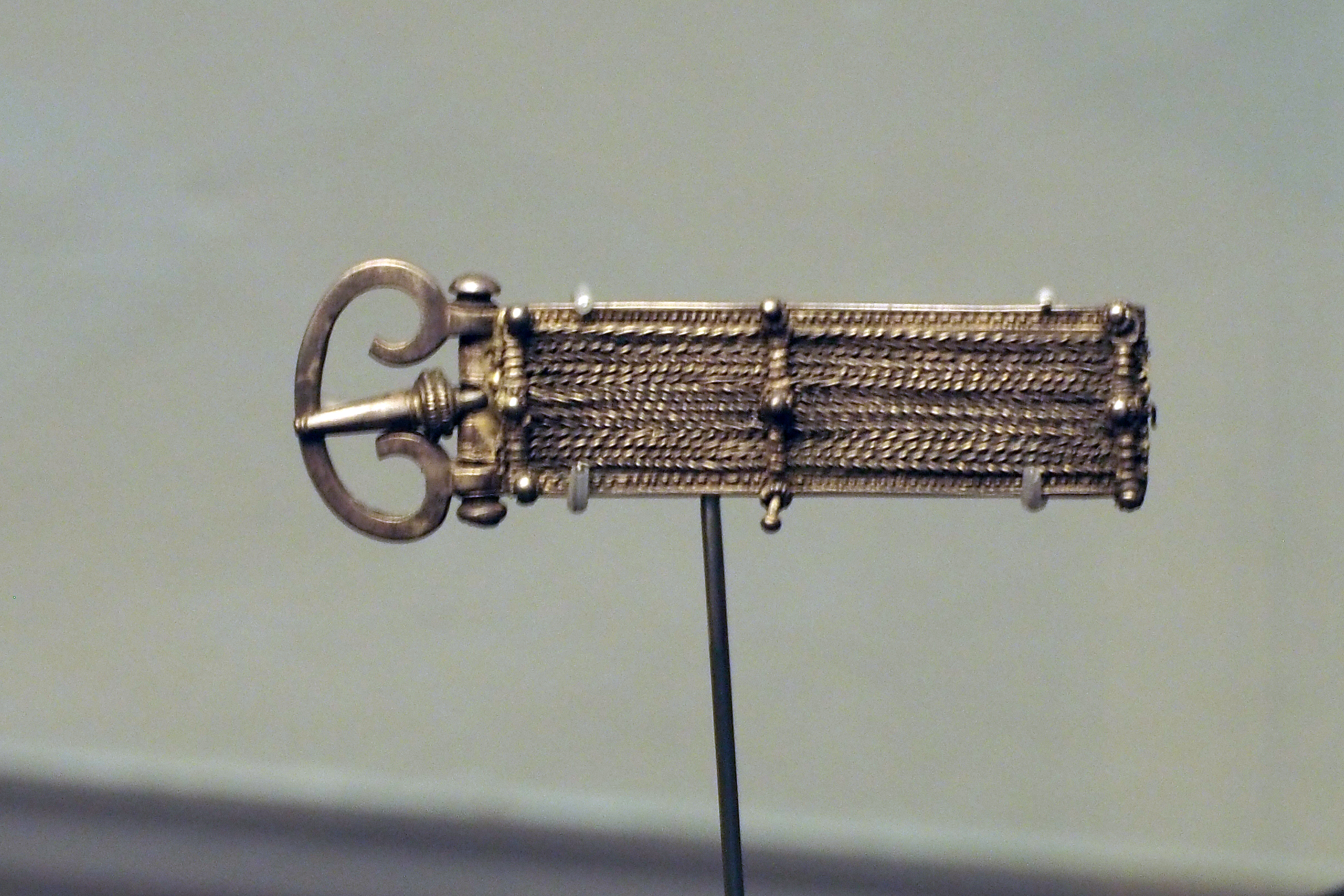
Boucle de ceinture en argent
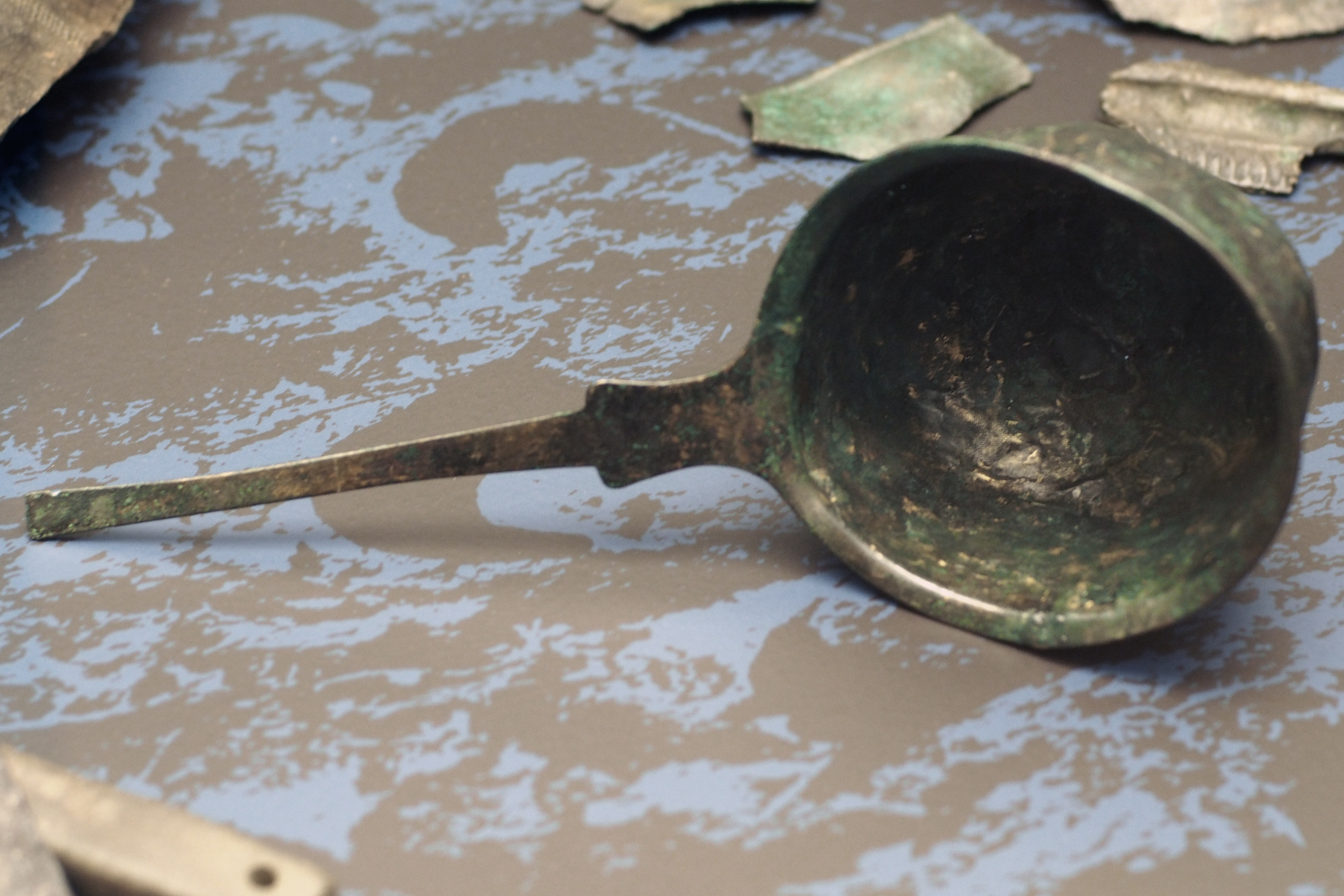
Louche
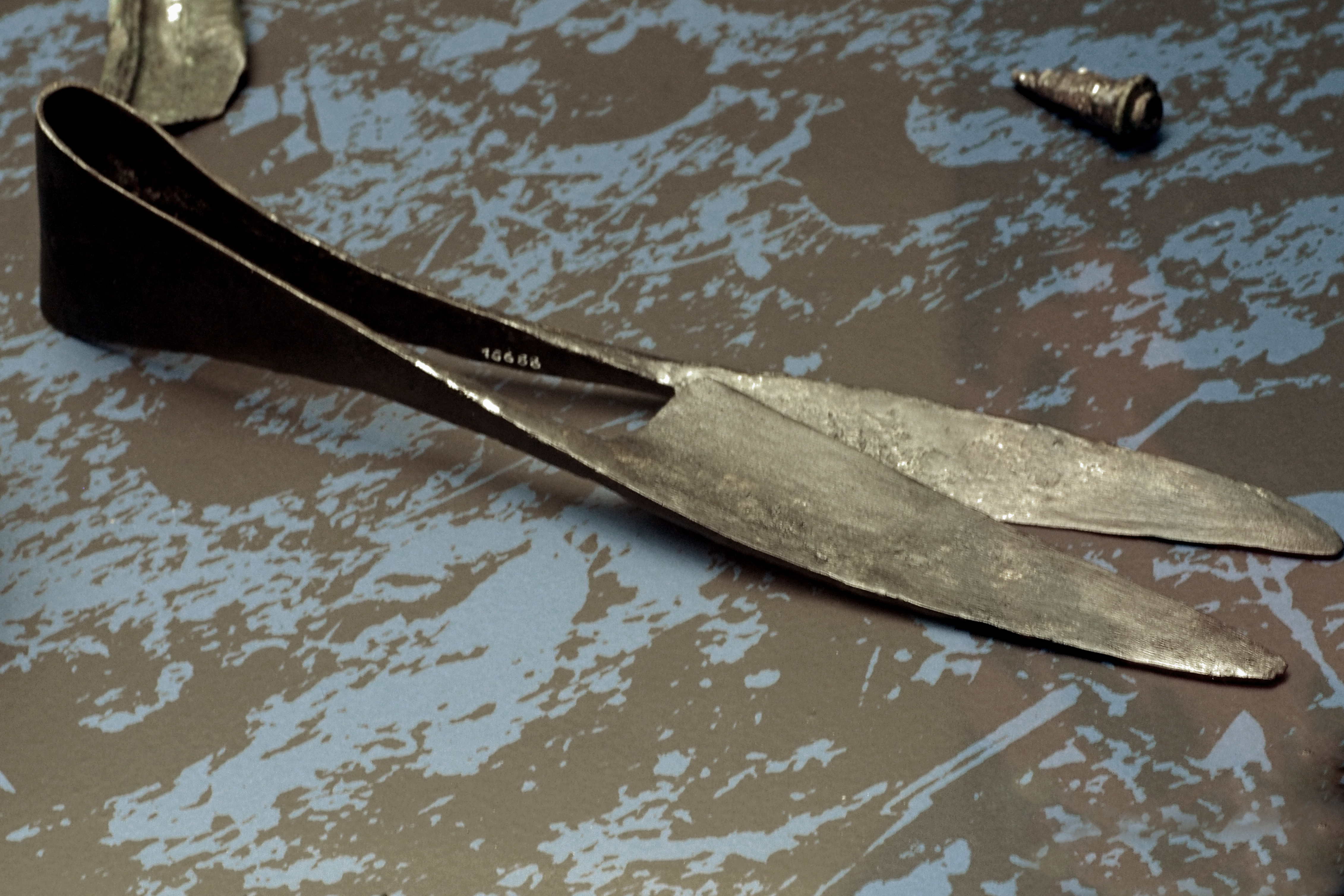
Ciseaux en fer
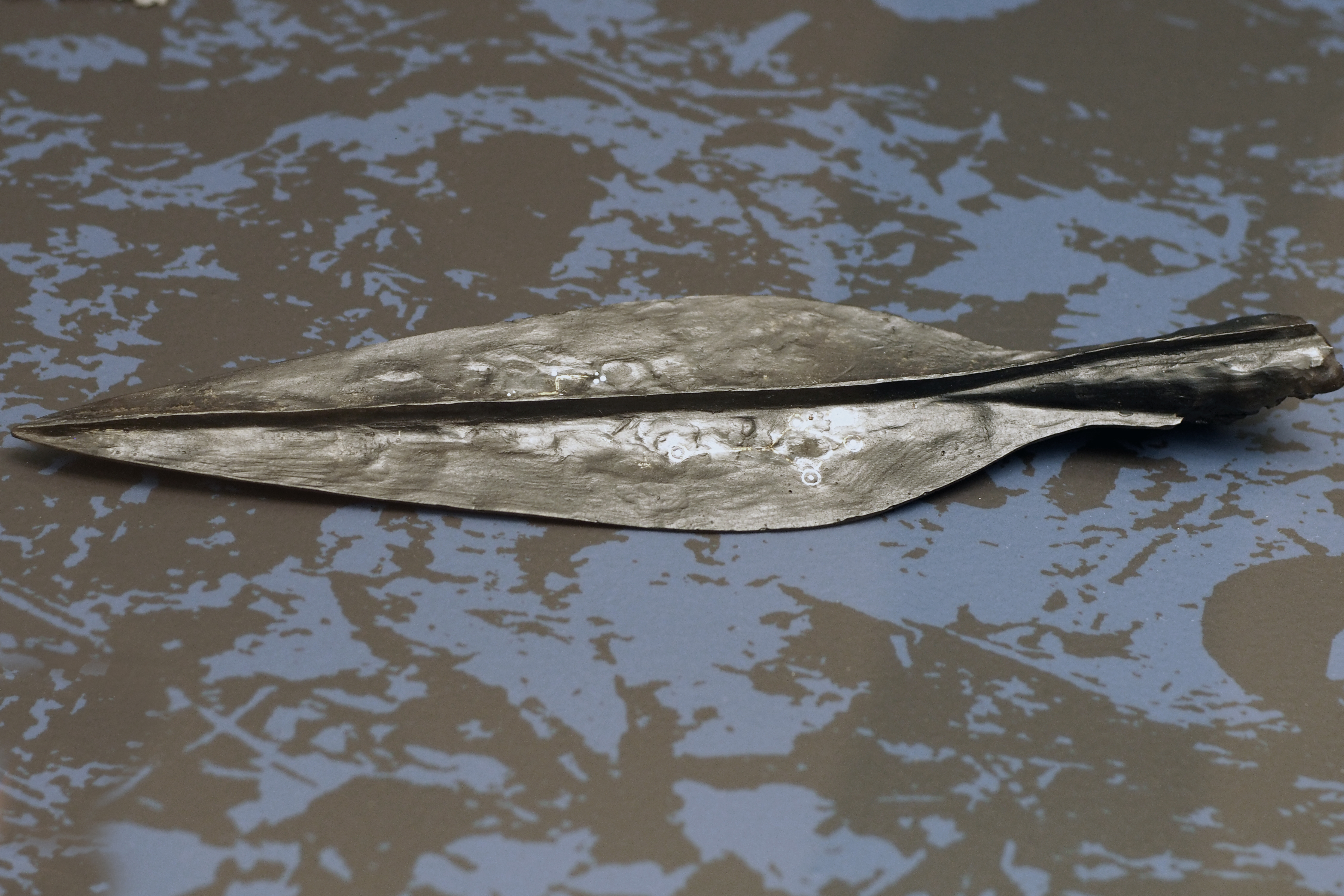
Fer de lance

On connaît à ce jour 20 tombes de cavalier (Ryttergraven) de ce type entre la Chersonnèse cimbrique (Fregerslev; Grimstrup) et Torgård en Norvège. L'une de tombes les plus célèbres de l'ère viking en Norvège est précisément la tombe du cavalier (Gjermundbugraven) à Ringerike (Comté de Buskerud). Elle comporte un armement complet, dont les pièces les plus connues sont le casque et la cotte de mailles.

## Voir également
- (de) Musée régional d'Autriche: description d'une tombe à incinération, pdf, 1,6MB